# Alonso Ruizpalacios
Alonso Ruizpalacios (né en 1978 à Mexico) est un réalisateur mexicain.

## Biographie
Alonso Ruizpalacios est né et a grandi à Mexico. Il a étudié pour devenir metteur en scène à Mexico, avant de s'installer à Londres où il a suivi une formation d'acteur à la RADA. 
Son court métrage Café Paraíso a remporté de nombreux prix lors de festivals de cinéma. Son premier long métrage Gueros, tourné en noir et blanc, a été salué par la critique et a remporté cinq prix Ariel en 2015, dont celui du meilleur film, du meilleur premier film et du meilleur réalisateur. Ruizpalacios a également réalisé le clip de Hasta la Raíz de l'auteure-compositrice-interprète mexicaine Natalia Lafourcade.
Il a également réalisé le film Museum (Museo) , avec Gael García Bernal. Le film a remporté le prix du meilleur scénario au Festival international du film de Berlin. Le musée a également été présent dans d'autres festivals internationaux. Le film raconte l'histoire du célèbre vol au Musée national d'anthropologie le 25 décembre 1985 à Mexico.
Il a par ailleurs contribué à des séries télévisées: réalisation de deux épisodes pour Narcos: Mexico et de deux épisodes pour l'émission de télévision mexicaine Aquí en la tierra, en plus d'être le showrunner de l'émission de télévision XY pour la chaîne de télévision mexicaine Once Tv. Il réalise les 3 derniers épisodes de la série Star Wars Andor (Disney+).

## Filmographie (sélection)
- 2014 : Güeros
- 2018 : Museum (Museo)
- 2021 : Notre histoire policière (titre original : Una película de policías ; titre anglais : A Cop Movie)
- 2024 : The Grill (La cocina)

## Distinctions

### Récompenses
- Berlinale 2018 : Ours d'argent du meilleur scénario pour Museum (Museo)
- Festival du cinéma américain de Deauville 2024 : Prix Barrière du 50e anniversaire pour La cocina[2]